# Bönebüttel
Bönebüttel là một đô thị thuộc huyện Plön, trong bang Schleswig-Holstein, nước Đức. Đô thị Bönebüttel có diện tích 20,4 km², dân số thời điểm 31 tháng 12 năm 2006 là 2017 người.